# UFC Fight Night: Holm vs. Correia
UFC Fight Night: Holm vs. Correia (também conhecido como UFC Fight Night 111) é um evento de artes marciais mistas (MMA) produzido pelo Ultimate Fighting Championship, que foi realizado no dia 17 de junho de 2017, no Singapore Indoor Stadium, em Kallang, Singapura.

## Background
O evento será o segundo que a promoção recebe em Cingapura, com o primeiro sendo o UFC Fight Night: Saffiedine vs. Lim, ocorrido no Marina Bay Sands, em janeiro de 2014.
A luta entre a ex-Campeã Peso-Galo-Feminino do UFC, Holly Holm, e a ex-desafiante ao título, Bethe Correia, encabeçará este evento.
Embora esta luta nunca tenha sido anunciada oficialmente pela organização, Alex Caceres foi vinculado a um combate contra o novato na promoção, Wang Guan. Em vez disso, Caceres enfrentará o recém-chegado Rolando Dy.
Jonathan Meunier enfrentaria Li Jingliang no evento. No entanto, a remoção de Meunier do card foi anunciada em 6 de junho, devido a uma suposta lesão, e ele foi substituído pelo estreante na organização, Frank Camacho.
Na pesagem, Carls John de Tomas bateu 131 lbs (59,4 kg), cinco libras (2,3 kg) acima do limite de peso-mosca, que é de 126 lbs (57,2 kg). Como resultado, ele foi multado em 30% da bolsa, que será recebida por Naoki Inoue, e a luta continuará no card, mas em peso-casado.

## Bônus da Noite
Os lutadores receberam $50.000 de bônus
- Luta da Noite:  Li Jingliang vs.  Frank Camacho
- Performance da Noite:  Holly Holm e  Ulka Sasaki